# Paul Einhorn

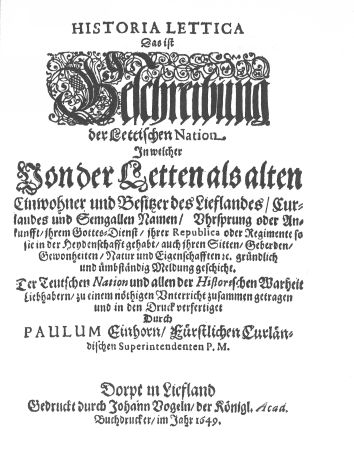
Paul Einhorn: Historia Lettica, 1649

Paul Einhorn (* um 1590 in Eckau; † 26. August 1655 in Mitau) war ein deutschbaltischer evangelisch-lutherischer Pastor und Chronist. Er war ab 1636 Superintendent von Kurland und veröffentlichte über Lettische Geschichte, Lettische Sprache und Lettische Mythologie.

## Leben
Paul Einhorn wurde in Eckau in Kurland geboren; sein gleichnamiger Vater Paul Einhorn war Pastor in Eckau. Er studierte Evangelische Theologie an der Universität Greifswald (1611 bis 1613), der Universität Königsberg (1614) und wie zuvor schon sein Vater und sein Großvater Alexander Einhorn ab 1615 an der Universität Rostock. 1621 wurde er zum Pastor ordiniert. Er war zunächst Pastor in Grenzhof und ab 1634 Frühprediger der deutschsprachigen Gemeinde in Mitau. 1636 wurde er zum Superintendenten und damit zum Leitenden Geistlichen für das Herzogtum Kurland und Semgallen berufen, ein Amt, das bereits sein Großvater Alexander Einhorn von 1570 bis 1575 innegehabt hatte. 1645 nahm er als kurländischer Vertreter, entsandt durch Herzog Jakob Kettler, am Thorner Religionsgespräch teil.
Einhorn verurteilte den Aberglauben der eingeborenen Letten und ist der Verfasser der deutschsprachigen Historia Lettica, die er 1649 veröffentlichte. Darin beschrieb er als einer der Ersten ausführlicher die Lettische Geschichte, Lettische Sprache und Lettische Mythologie. Bei seinen Veröffentlichungen griff er auch auf Beobachtungen seines Großvaters Alexander Einhorn zurück. Geprägt durch die Lutherische Orthodoxie und befangen in zeitbedingten Ansichten, besonders bezüglich des lettischen Volksglaubens, sind seine Angaben dazu mit Vorsicht zu genießen.
Er starb am 28. August 1655 während der Predigt auf der Kanzel.

## Werke
- Wiederlegunge Der Abgötterey und nichtigen Aberglaubens/ so vorzeiten auß der Heydnischen Abgötterey in diesem Lande entsprossen/ und bißhero in gebrauche blieben. Riga 1627.
- Reformatio gentis Letticae in Ducatu Curlandiae. Schröder, Riga 1636.
- Historia Lettica Das ist Beschreibung der Lettischen Nation. In welcher Von der Letten als alten Einwohner und Besitzer des Lieflandes/ Churlandes und Semgallen Namen/ Uhrsprung oder Ankunfft/ ihrem Gottes-Dienst/ ihrer Republica oder Regimente so sie in der Heydenschafft gehabt/ auch ihren Sitten/ Geberden/ Gewonheiten/ Natur und Eigenschafften [et]c. gründlich und ümbständig Meldung geschicht / Der Teutschen Nation und allen der Historischen Warheit Liebhabern/ zu einem nöthigen Unterricht zusammen getragen und in den Druck verfertiget. Vogel, Dorpat 1649 (Digitalisat).